# Torroja del Priorat
Torroja del Priorat település Spanyolországban, Tarragona tartományban. Torroja del Priorat La Morera de Montsant, Poboleda, Porrera, Gratallops és La Vilella Alta községekkel határos. Lakosainak száma 137 fő (2024).

## Népesség
A település népessége az elmúlt években az alábbi módon változott:
| Lakosok száma | 138  | 980  | 384  | 273  | 139  | 149  | 165  | 160  | 149  | 137  |
|               | 1717 | 1887 | 1936 | 1960 | 1986 | 2004 | 2009 | 2014 | 2019 | 2024 |